# 福氏內格里阿米巴腦膜腦炎
福氏內格里阿米巴腦炎（英語：Naegleriasis），又稱為原發性阿米巴腦膜腦炎（primary amoebic meningoencephalitis），是單細胞生物福氏內格里蟲（學名：Naegleria fowleri）入侵人類腦部所引起的感染病症。
福氏內格里蟲常生存在溫暖的淡水中，如池塘、湖水、河水、溫泉等。土壤里面、未經適當維護的自來水系統/供水系統、受汙染且溫度達到攝氏40度左右的自來水、冷水加熱器（water heaters）、工廠旁邊排放高溫廢水的地方、氯化不完全的游泳池也能發現可獨立生存的福氏內格里蟲（以變形蟲、鞭毛蟲的形式存在）。目前沒有證據顯示福氏內格里蟲能存在於鹽水（例如：鹽度較高的海水）中。也沒有證據顯示食腦變形蟲能透過噴霧器和蓮蓬頭散播。
這個疾病主要影響那些發病前不久曾接觸淡水的人。雖然食腦變形蟲感染甚少發生，症狀與病毒性或細菌性腦膜炎非常相似，很難引起醫護人員的注意，然而一旦發生，結果通常是死亡，其病死率高於95%。

## 前兆與症狀
症狀通常於感染後一到九天內出現（平均是5天）。 
初期的症狀包括：頭痛、發燒、噁心、和嘔吐。
初期過後，第二期的症狀會加上：背痛、頸部僵硬、味覺和嗅覺的改變、思考混亂、幻覺、注意力不集中（難以專心）、肌肉失調、失去平衡、癲癇發作、和抽筋等腦炎症狀。初期的症狀出現之後，病程隨即在未來三到七天內加速發展，死亡通常在初期的症狀出現之後的七到十四天內來臨。

### 案例
西元2011年，台灣曾出現首例因溫泉水感染阿米巴腦膜腦炎死亡事件，該名病例為75歲健康男性，有定期浸泡溫泉的習慣。個案於2011年11月14日陸續出現頭痛、頸痛、食慾不振、手腳發麻、全身無力，11月18日出現呼吸衰竭並插管治療，仍於發病後第25天不幸病逝。該個案經檢驗確認為福氏內格里蟲感染所導致的腦膜腦炎，個案浸泡的溫泉池也檢測出含有此種寄生蟲，該溫泉池經消毒後已重新開放，經調查同行者及家屬無人發病。疾病管制署表示，該疾病為人體與「環境致病原」接觸所導致，不會經由人與人接觸傳播，人類病例罕見，疾管署於近兩年持續監測不明原因腦炎結果，亦未曾發現。

## 病因學

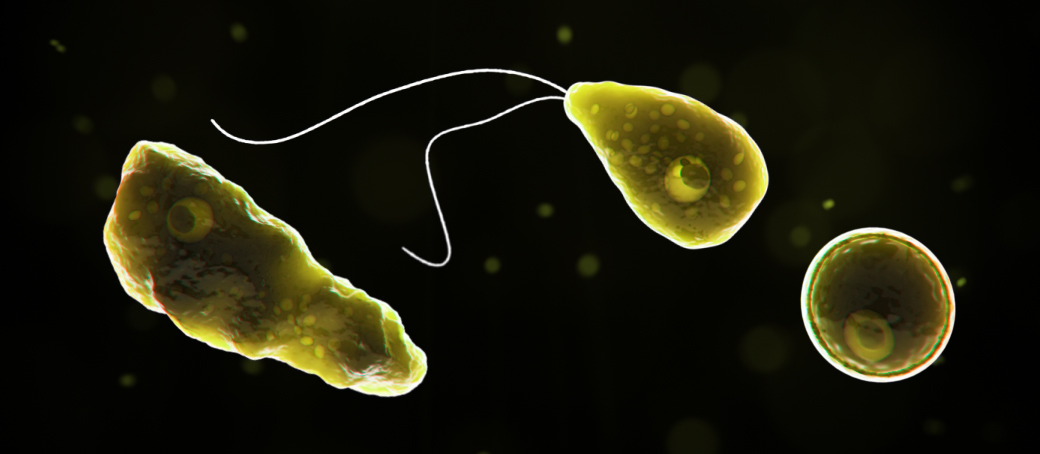
福氏內格里蟲 (1040x454)

人類可能在自然水域活動時，將病原體吸入鼻腔。福氏內格里蟲沿著嗅覺神經進入中樞神經系統而發病。

## 預防
中華民國衛生福利部疾病管制署籲請民眾於進行水上活動或泡溫泉等活動時，應避免水進入鼻腔，或避免將頭部浸泡於水中，於自然水域戲水時，亦應避免攪動底部池水或淤泥；戲水或泡溫泉後出現發燒、頭痛、噁心或嘔吐等症狀，應儘速就醫，並告知醫護人員相關接觸史。美国食品药品监督管理局呼籲加強社會大眾對此疾病的公眾意識、相關報導、案例及資訊或能改善社會大眾對此疾病以及其感染因素的覺察來提升存活率。

## 註解
1. ↑  福氏內格里蟲並非阿米巴原蟲，但由於其在環境適於它生存時，會以類阿米巴的形式存在，故被各國媒體誤認為是阿米巴原蟲的一種[3]。

## 外部連結
- Naegleria Infection Information Page （页面存档备份，存于） from the Centers for Disease Control and Prevention
- Naegleria General Information （页面存档备份，存于） from the website of the Centers for Disease Control and Prevention
- Naegleria （页面存档备份，存于） from the Tree of Life Web Project
- Monsters Inside Me. . Animal.discovery.com.   [2016-12-10]. （原始内容存档于2020-07-12）.